# Аавик, Арви
Арви Аавик (эст. Arvi Aavik; 31 декабря 1969, Вильянди, Эстонская ССР, СССР) — эстонский борец вольного стиля, участник двух Олимпийских игр.

## Карьера
Окончил школу в Сууре-Яани КК в 1988 году и Минский государственный лингвистический университет в 1992 году. Он начал заниматься борьбой в 1984 году в Сууре-Яани, будучи воспитанником тренера Мати Садамы. В 1988 году стал мастером спорта и 6 раз (1988, 1993–94, 2004–06) чемпионом Эстонии. В июле 1992 года на Олимпиаде в Барселоне в первом раунде одолел японцу Манабу Наканиси, во втором раунде проиграл индийцу Субнашу Верме, в третьем раунд проиграл немцу Хайко Бальцу, в четвертом раунде проиграл иранцу Казему Голами. В июле 1996 года в американской Атланте на Олимпийских играх в 1/16 финала одолел Даниэля Санчеса из Пуэрто-Рико, в 1/8 финала проиграл Константину Александрову из Кыргызстана, в утешительном раунде проиграл Вильфредо Моралесу из Кубы. С 2007 года занимается тренерской деятельностью. В 2017 — 2018 годах работал в MTÜ Korrus, а с 2018 года тренер спортивного клуба EstWrest. В 2018–2021 годах был главным тренером женской сборной Эстонии по борьбе. Ученики: Эпп Мяэ, Эбигейл Тикерпалу, Виктория Вессо. Член правления спортивного клуба EstWrest с 2018 года.

## Спортивные результаты
- Чемпионат Европы по борьбе 1992 — 5;
- Олимпийские игры 1992 — 11;
- Чемпионат Европы по борьбе 1993 — 6;
- Чемпионат Европы по борьбе 1994 — 6;
- Чемпионат мира по борьбе 1994 — 11;
- Чемпионат Европы по борьбе 1995 — 4;
- Чемпионат мира по борьбе 1995 — 10;
- Чемпионат Европы по борьбе 1996 — 7;
- Олимпийские игры 1996 — 12;